# Leiv Ove Nordmark
Leiv Ove Nordmark (3 de mayo de 1977) es un deportista noruego que compitió en ciclismo en las modalidades de BMX y montaña. Ganó dos medallas de bronce en el Campeonato Europeo de Ciclismo BMX, en los años 2000 y 2004, y una medalla de bronce en el Campeonato Europeo de Ciclismo de Montaña de 2004.

## Palmarés internacional

### Ciclismo BMX
| Campeonato Europeo | Campeonato Europeo        | Campeonato Europeo | Campeonato Europeo |
| Año                | Lugar                     | Medalla            | Competición        |
| ------------------ | ------------------------- | ------------------ | ------------------ |
| 2000               | Mandeure (Francia)        | Medalla de bronce  | Carrera            |
| 2004               | Klatovy (República Checa) | Medalla de bronce  | Carrera            |

### Ciclismo de montaña
| Campeonato Europeo | Campeonato Europeo  | Campeonato Europeo | Campeonato Europeo    |
| Año                | Lugar               | Medalla            | Competición           |
| ------------------ | ------------------- | ------------------ | --------------------- |
| 2004               | Wałbrzych (Polonia) | Medalla de bronce  | Campo a través para 4 |